# Чахмахсазян, Екатерина Артемьевна
Екатерина Артемьевна Чахмахсазя́н (1915 — ?) — советский учёный, специалист в области разработки ядерных зарядов.

## Биография
Родилась 1 мая 1916 года в Александрополе (сейчас — Гюмри, Армения).
В 1930 году окончила семилетку. Для поступления в Ереванский электромеханический техникум (1930—1934) переправила год рождения на 1915-й.
После окончания ЛПИ имени М. И. Калинина (1939) работала на инженерных должностях в различных организациях (Спецстроймонтажконтора при ЛПИ, механические мастерские ЛПИ, Армэнерго (Ереван), ленинградский завод измерительных приборов «Эталон»).
- 1951—1954 — старший научный сотрудник КБ-11 (РФЯЦ-ВНИИЭФ).
- 1954—1961 — ведущий инженер, старший научный сотрудник ВНИИА.
- 1962—1963 — преподаватель кафедры математических машин и счётно-решающих приборов в Ленинградском политехническом институте.
- 1963—1993 — старший научный сотрудник ВНИИА.

Кандидат технических наук.

## Сочинения
- Машинный анализ интегральных схем [Текст] : Вопросы теории и программирования / Е. А. Чахмахсазян, Ю. Н. Бармаков, А. Э. Гольденберг. — Москва : Сов. радио, 1974. — 270 с. : черт.; 25 см.[1]
- Математическое моделирование и макромоделирование биополярных элементов электронных схем [Текст] / Е. А. Чахмахсазян, Г. П. Мозговой, В. Д. Силин. — Москва : Радио и связь, 1985. — 142 с. : ил.; 21 см.[2]
- Введение в теорию транзисторных переключающих схем [Текст] : Учеб. пособие / [МВ и ССО РСФСР]. Ленингр. политехн. ин-т им. М. И. Калинина. Кафедра матем. машин, счётно-решающих устройств и приборов. — Ленинград : [б. и.], 1963. — 2 т.; 20 см.

## Награды и премии
- Сталинская премия третьей степени (1953) — за разработку конструкции основных узлов изделий РДС-6с, РДС-4 и РДС-5
- орден Трудового Красного Знамени (1955)
- орден «Знак Почёта» (1960)
- медали